# FAT
FAT là viết tắt của "File Allocation Table" tạm dịch là "Bảng cấp phát tập tin". FAT được giới thiệu lần đầu tiên vào năm 1977 với phiên bản FAT12. Sau đó là các phiên bản FAT16 và 
FAT32.
Bảng FAT gồm nhiều phần tử. Chiều dài mỗi phần tử được tính bằng số bit, biểu thị số đếm của bảng FAT.

## So sánh giữa FAT12, FAT16 và FAT32
|                             | FAT12                                    | FAT16                                    | FAT32                                                        |
| Nhà phát triển              | Microsoft                                | Microsoft                                | Microsoft                                                    |
| Tên đầy đủ                  | Bảng cấp phát tập tin                    | Bảng cấp phát tập tin                    | Bảng cấp phát tập tin                                        |
| Tên đầy đủ                  | (Phiên bản 12-bit)                       | (Phiên bản 16-bit)                       | (Phiên bản 32-bit)                                           |
| Giới thiệu bởi              | 1977 (Microsoft Disk BASIC)              | tháng 7 năm 1988 (MS-DOS 4.0)            | tháng 8 năm 1996 (Windows 95 OSR2)                           |
| Định danh Phân vùng         | 0x01 (MBR)                               | 0x04, 0x06, 0x0E (MBR)                   | 0x0B, 0x0C (MBR) EBD0A0A2-B9E5-4433 -87C0-68B6B72699C7 (GPT) |
| Cấu trúc                    |                                          |                                          |                                                              |
| Cấu trúc thư mục            | bảng                                     | bảng                                     | bảng                                                         |
| Định vị tập tin             | Danh sách liên kết                       | Danh sách liên kết                       | Danh sách liên kết                                           |
| Giới hạn                    |                                          |                                          |                                                              |
| Kích thước tập tin tối đa   | 2MBMiB                                   | 2 GiB                                    | 4 GiB                                                        |
| Số lượng tối đa các tập tin | 4.096                                    | 65.536                                   | 268.435.437                                                  |
| Độ dài tên tập tin tối đa   | 8.3 hoặc 255 ký tự tùy theo hệ điều hành | 8.3 hoặc 255 ký tự tùy theo hệ điều hành | 8.3 hoặc 255 ký tự tùy theo hệ điều hành                     |
| Kích thước phân vùng tối đa | 32 MiB                                   | 2 GiB 4 GiB with some implementations    | 2 TiB                                                        |

## FAT12
FAT12 được dùng cho ổ đĩa mềm, ổ đĩa có dung lượng từ 32MB trở xuống. FAT12 sử dụng 12 bit để đếm nên chỉ có khả năng quản lý các ổ đĩa có dung lượng thấp hơn 32Mb với số lượng liên cung thấp.

## FAT16
Với hệ điều hành MS-DOS, hệ thống tập tin FAT (FAT16 – để phân biệt với FAT32) được công bố vào năm 1981 đưa ra một cách thức mới về việc tổ chức và quản lý tập tin trên đĩa cứng, đĩa mềm. Tuy nhiên, khi dung lượng đĩa cứng ngày càng tăng nhanh, FAT16 đã bộc lộ nhiều hạn chế. Với không gian địa chỉ 16 bit, FAT16 chỉ hỗ trợ đến 65.536 liên cung (cluster) trên một phân vùng, gây ra sự lãng phí dung lượng đáng kể (đến 50% dung lượng đối với những ổ đĩa cứng trên 2 GB).

## FAT32
Được giới thiệu trong phiên bản Windows 95 Service Pack 2 (OSR 2), được xem là phiên bản mở rộng của FAT16. Do sử dụng không gian địa chỉ 32 bit nên FAT32 hỗ trợ nhiều liên cung trên một phân vùng hơn, do vậy không gian đĩa cứng được tận dụng nhiều hơn. Ngoài ra với khả năng hỗ trợ kích thước của phân vùng từ 2GB lên 2000GB và chiều dài tối đa của tên tập tin được mở rộng đến 255 ký tự đã làm cho FAT16 nhanh chóng bị lãng quên. Tuy nhiên, nhược điểm của FAT32 là tính bảo mật và khả năng chịu lỗi (Fault Tolerance) không cao.